# Boczorma
Boczorma (gruz. ბოჭორმა) – wieś w Gruzji, w regionie Mccheta-Mtianetia, w gminie Tianeti. W 2014 roku liczyła 105 mieszkańców.